# Llista de topònims de Maçanes
Llista de topònims (noms propis de lloc) del municipi de Maçanes, a la Selva
Informació actualitzada per un bot. Els canvis manuals es perdran quan s'actualitzi!

## casa
| imatge | Nom                      | Ubicat a | instància de | Detalls                                    | coordenades                                                                                                  | Protecció                                  | Commons (més fotos) | Dades a WD                    |
| ------ | ------------------------ | -------- | ------------ | ------------------------------------------ | --- | ------------------------------------------ | ------------------- | ----------------------------- |
|        | Casa Nova d'en Cambrerol | Maçanes  | casa         | Estil: arquitectura popular                | | bé integrant del patrimoni cultural català |                     | Modifica les dades a Wikidata |
|        | Casa Nova d'en Marquès   | Maçanes  | casa         | Estil: arquitectura popular                | 41° 44′ 51″ N, 2° 39′ 04″ E / 41.74757°N,2.65103°E                                                           | bé integrant del patrimoni cultural català |                     | Modifica les dades a Wikidata |
|        | Casa Nova del Mas Thos   | Maçanes  | casa         | Estil: arquitectura popular                | 41° 46′ 31″ N, 2° 39′ 29″ E / 41.77518°N,2.658°E                                                             | bé integrant del patrimoni cultural català |                     | Modifica les dades a Wikidata |
|        | Cases de l'Empalme       | Maçanes  | casa         | Estil: arquitectura eclèctica 19th century | 41° 46′ 27″ N, 2° 40′ 23″ E / 41.77415°N,2.67315°E ca:L'Empalme, al costat de l'església de Sant Josep Obrer | bé integrant del patrimoni cultural català | Cases de l'Empalme  | Modifica les dades a Wikidata |

## curs d'aigua
| imatge | Nom                   | Ubicat a                                                                                             | instància de | Detalls                                         | coordenades                                                                                               | Protecció | Commons (més fotos)   | Dades a WD                    |
| ------ | --------------------- | --- | ------------ | ----------------------------------------------- | --- | --------- | --------------------- | ----------------------------- |
|        | la Tordera            | Selva Vallès Oriental Maresme                                                                        | curs d'aigua | Desemboca: mar Mediterrània Llarg: 61.5km       | 41° 48′ 13″ N, 2° 25′ 05″ E / 41.803521°N,2.418014°E 41° 39′ 03″ N, 2° 46′ 39″ E / 41.650939°N,2.777482°E |           | Tordera River         | Modifica les dades a Wikidata |
|        | riera de Santa Coloma | Sant Hilari Sacalm Santa Coloma de Farners Riudarenes Maçanes Maçanet de la Selva Fogars de la Selva | curs d'aigua | Desemboca: la Tordera Llarg: 33km Conca: 324km² | 41° 53′ 59″ N, 2° 31′ 29″ E / 41.899769°N,2.524652°E 41° 44′ 23″ N, 2° 40′ 37″ E / 41.739606°N,2.677066°E |           | Riera de Santa Coloma | Modifica les dades a Wikidata |

## edifici
| imatge | Nom                                   | Ubicat a | instància de | Detalls                                      | coordenades                                                                                  | Protecció                                  | Commons (més fotos)                    | Dades a WD                    |
| ------ | ------------------------------------- | -------- | ------------ | -------------------------------------------- | -------------------------------------------------------------------------------------------- | ------------------------------------------ | -------------------------------------- | ----------------------------- |
|        | Antigues Escoles Públiques de Maçanes | Maçanes  | edifici      | Estil: arquitectura popular 20th century     | 41° 46′ 00″ N, 2° 39′ 06″ E / 41.76655°N,2.65167°E ca:Carrer Major, 1, Maçanes 153 msnm      | bé integrant del patrimoni cultural català | Antigues Escoles Públiques de Massanes | Modifica les dades a Wikidata |
|        | Hostal Maçanet-Massanes               | Maçanes  | edifici      | Estil: arquitectura neoclàssica 19th century | 41° 46′ 29″ N, 2° 40′ 25″ E / 41.77479°N,2.6736°E ca:Estació, 4, Maçanet de la Selva 62 msnm | bé integrant del patrimoni cultural català | Hostal Maçanet-Massanes                | Modifica les dades a Wikidata |
|        | rectoria Vella                        | Maçanes  | edifici      | Estil: arquitectura popular 17th century     | 41° 45′ 57″ N, 2° 39′ 07″ E / 41.7657°N,2.65186°E ca:Pl. de Catalunya, 2, Massanes 156 msnm  | bé integrant del patrimoni cultural català | Rectoria Vella (Massanes)              | Modifica les dades a Wikidata |

## entitat singular de població
| imatge | Nom                | Ubicat a | instància de                                                                   | Detalls | coordenades                                                                | Protecció | Commons (més fotos) | Dades a WD                    |
| ------ | ------------------ | -------- | ------------------------------------------------------------------------------ | ------- | -------------------------------------------------------------------------- | --------- | ------------------- | ----------------------------- |
|        | Cambrerol          | Maçanes  | entitat singular de població                                                   | 123 hab | 41° 45′ 55″ N, 2° 39′ 45″ E / 41.765356°N,2.662467°E 95 msnm               |           |                     | Modifica les dades a Wikidata |
|        | Can Tià Camps      | Maçanes  | entitat singular de població                                                   | 71 hab  | 41° 44′ 52″ N, 2° 38′ 55″ E / 41.747655°N,2.648513°E 60 msnm               |           |                     | Modifica les dades a Wikidata |
|        | Collformic         | Maçanes  | entitat singular de població                                                   | 42 hab  | 41° 44′ 57″ N, 2° 39′ 50″ E / 41.749097205589°N,2.66378089287513°E 89 msnm |           |                     | Modifica les dades a Wikidata |
|        | Maçanes            | Maçanes  | entitat singular de població ens local històric de Catalunya capital municipal | 168 hab | 41° 45′ 56″ N, 2° 39′ 10″ E / 41.76546956°N,2.65287191°E 156 msnm          |           |                     | Modifica les dades a Wikidata |
|        | Polígon Industrial | Maçanes  | entitat singular de població polígon industrial                                | 11 hab  | 41° 44′ 42″ N, 2° 39′ 07″ E / 41.74512031°N,2.6520789°E 52 msnm            |           |                     | Modifica les dades a Wikidata |
|        | el Marquès         | Maçanes  | entitat singular de població                                                   | 105 hab | 41° 44′ 56″ N, 2° 38′ 43″ E / 41.749°N,2.64517°E 65 msnm                   |           |                     | Modifica les dades a Wikidata |
|        | el Rieral          | Maçanes  | entitat singular de població                                                   | 323 hab | 41° 46′ 57″ N, 2° 39′ 17″ E / 41.782618832386°N,2.654712834195°E 70 msnm   |           |                     | Modifica les dades a Wikidata |

## església
| imatge | Nom                          | Ubicat a | instància de | Detalls                                  | coordenades | Protecció                                  | Commons (més fotos)          | Dades a WD                    |
| ------ | ---------------------------- | -------- | ------------ | ---------------------------------------- | --- | ------------------------------------------ | ---------------------------- | ----------------------------- |
|        | Sant Esteve de Massanes      | Maçanes  | església     |                                          | 41° 45′ 57″ N, 2° 39′ 06″ E / 41.76577°N,2.65159°E                                                                     | bé integrant del patrimoni cultural català | Sant Esteve de Massanes      | Modifica les dades a Wikidata |
|        | Sant Josep Obrer de Massanes | Maçanes  | església     | Estil: arquitectura moderna 20th century | 41° 46′ 27″ N, 2° 40′ 23″ E / 41.77409°N,2.67315°E ca:L'Empalme, Massanes 59 msnm                                      | bé integrant del patrimoni cultural català | Sant Josep Obrer de Massanes | Modifica les dades a Wikidata |
|        | Sant Roc de Massanes         | Maçanes  | església     | Estil: arquitectura popular              | 41° 45′ 50″ N, 2° 39′ 22″ E / 41.76393°N,2.6562°E                                                                      | bé integrant del patrimoni cultural català | Sant Roc de Massanes         | Modifica les dades a Wikidata |
|        | església de Sant Josep Obrer | Maçanes  | església     |                                          | 41° 46′ 29″ N, 2° 40′ 19″ E / 41.77476119995117°N,2.6719629764556885°E ca:L'Empalme - Estació de tren Maçanet-Massanes |                                            |                              | Modifica les dades a Wikidata |

## masia
| imatge | Nom                          | Ubicat a  | instància de      | Detalls                                                                                     | coordenades | Protecció                                  | Commons (més fotos)       | Dades a WD                    |
| ------ | ---------------------------- | --------- | ----------------- | ------------------------------------------------------------------------------------------- | --- | ------------------------------------------ | ------------------------- | ----------------------------- |
|        | Ca l'Ametller                | Maçanes   | masia             |                                                                                             | 41° 45′ 57″ N, 2° 37′ 53″ E / 41.7657686798709°N,2.6313072771058°E                                                                     |                                            |                           | Modifica les dades a Wikidata |
|        | Ca l'Arbocer                 | Maçanes   | masia             |                                                                                             | 41° 45′ 48″ N, 2° 38′ 35″ E / 41.7634548931041°N,2.64303798278652°E                                                                    |                                            |                           | Modifica les dades a Wikidata |
|        | Ca l'Aulet                   | Maçanes   | masia             |                                                                                             | 41° 46′ 11″ N, 2° 37′ 51″ E / 41.7698022788959°N,2.6308269873387°E                                                                     |                                            |                           | Modifica les dades a Wikidata |
|        | Ca l'Espardenyer             | Maçanes   | masia             |                                                                                             | 41° 46′ 10″ N, 2° 38′ 37″ E / 41.7695722320621°N,2.64354548439737°E                                                                    |                                            |                           | Modifica les dades a Wikidata |
|        | Ca l'Estolt Nou              | Maçanes   | masia             |                                                                                             | 41° 44′ 56″ N, 2° 39′ 52″ E / 41.7488201008177°N,2.66450398978571°E                                                                    |                                            |                           | Modifica les dades a Wikidata |
|        | Ca l'Estolt Vell             | Maçanes   | masia             |                                                                                             | 41° 44′ 58″ N, 2° 40′ 00″ E / 41.749402913715°N,2.66668998327313°E                                                                     |                                            |                           | Modifica les dades a Wikidata |
|        | Cal Banyut                   | Maçanes   | masia             |                                                                                             | 41° 45′ 25″ N, 2° 40′ 01″ E / 41.7569246547983°N,2.66698788072734°E                                                                    |                                            |                           | Modifica les dades a Wikidata |
|        | Cal Ferrer                   | Maçanes   | masia             | Estil: arquitectura popular                                                                 | 41° 45′ 05″ N, 2° 39′ 52″ E / 41.75151°N,2.66448°E                                                                                     | bé integrant del patrimoni cultural català |                           | Modifica les dades a Wikidata |
|        | Cal Ferrer Pagès             | Maçanes   | masia             | Estil: arquitectura popular                                                                 | 41° 46′ 11″ N, 2° 38′ 21″ E / 41.76964°N,2.63929°E                                                                                     | bé integrant del patrimoni cultural català |                           | Modifica les dades a Wikidata |
|        | Cal Músic                    | Maçanes   | masia             |                                                                                             | 41° 46′ 45″ N, 2° 37′ 42″ E / 41.7792605085052°N,2.62830594042625°E                                                                    |                                            |                           | Modifica les dades a Wikidata |
|        | Cal Nan                      | Maçanes   | masia             |                                                                                             | 41° 47′ 05″ N, 2° 39′ 13″ E / 41.7845992995381°N,2.65348675311858°E                                                                    |                                            |                           | Modifica les dades a Wikidata |
|        | Cal Nen                      | Maçanes   | masia             |                                                                                             | 41° 46′ 43″ N, 2° 37′ 46″ E / 41.7786249493086°N,2.62952495145772°E                                                                    |                                            |                           | Modifica les dades a Wikidata |
|        | Cal Renegat                  | Maçanes   | masia             |                                                                                             | 41° 45′ 19″ N, 2° 40′ 03″ E / 41.7553767571822°N,2.66744094568807°E                                                                    |                                            |                           | Modifica les dades a Wikidata |
|        | Cal Sec                      | Maçanes   | masia             |                                                                                             | 41° 45′ 26″ N, 2° 39′ 11″ E / 41.7571534995526°N,2.65300891545382°E                                                                    |                                            |                           | Modifica les dades a Wikidata |
|        | Cal Suri                     | Maçanes   | masia             |                                                                                             | 41° 46′ 27″ N, 2° 37′ 32″ E / 41.7742441178385°N,2.62568780667801°E                                                                    |                                            |                           | Modifica les dades a Wikidata |
|        | Can Barnei                   | Maçanes   | masia             | Estil: arquitectura modernista                                                              | 41° 45′ 24″ N, 2° 38′ 36″ E / 41.756704°N,2.643273°E 71 msnm                                                                           | bé integrant del patrimoni cultural català |                           | Modifica les dades a Wikidata |
|        | Can Barrabàs                 | Maçanes   | masia             |                                                                                             | 41° 46′ 20″ N, 2° 37′ 42″ E / 41.772219°N,2.62823°E                                                                                    |                                            |                           | Modifica les dades a Wikidata |
|        | Can Biel                     | Maçanes   | masia             |                                                                                             | 41° 44′ 58″ N, 2° 39′ 46″ E / 41.7493288126271°N,2.66290166869858°E                                                                    |                                            |                           | Modifica les dades a Wikidata |
|        | Can Cambrerol                | Maçanes   | masia             | Estil: arquitectura popular                                                                 | 41° 45′ 56″ N, 2° 39′ 44″ E / 41.76561°N,2.66216°E                                                                                     | bé integrant del patrimoni cultural català |                           | Modifica les dades a Wikidata |
|        | Can Clau                     | Maçanes   | masia             |                                                                                             | 41° 45′ 23″ N, 2° 39′ 58″ E / 41.7563727206007°N,2.66612465111104°E                                                                    |                                            |                           | Modifica les dades a Wikidata |
|        | Can Clopers                  | Maçanes   | masia             |                                                                                             | 41° 46′ 05″ N, 2° 39′ 58″ E / 41.7679824603459°N,2.6660163382349°E                                                                     |                                            |                           | Modifica les dades a Wikidata |
|        | Can Comatell                 | Maçanes   | masia             |                                                                                             | 41° 45′ 12″ N, 2° 38′ 55″ E / 41.7534649431956°N,2.64850611032484°E                                                                    |                                            |                           | Modifica les dades a Wikidata |
|        | Can Corriol                  | Maçanes   | masia             |                                                                                             | 41° 46′ 13″ N, 2° 39′ 19″ E / 41.7702114871672°N,2.65527266797436°E                                                                    |                                            |                           | Modifica les dades a Wikidata |
|        | Can Cuixa                    | Maçanes   | masia             |                                                                                             | 41° 45′ 16″ N, 2° 39′ 40″ E / 41.7545655569379°N,2.66108200910507°E                                                                    |                                            |                           | Modifica les dades a Wikidata |
|        | Can Daina                    | Maçanes   | masia             |                                                                                             | 41° 45′ 38″ N, 2° 38′ 53″ E / 41.7605884281373°N,2.64815446700612°E                                                                    |                                            |                           | Modifica les dades a Wikidata |
|        | Can Feliu                    | Maçanes   | masia             |                                                                                             | 41° 45′ 18″ N, 2° 38′ 49″ E / 41.7551081129345°N,2.64683718621805°E                                                                    |                                            |                           | Modifica les dades a Wikidata |
|        | Can Fonolleda                | Maçanes   | masia             |                                                                                             | 41° 45′ 52″ N, 2° 40′ 06″ E / 41.76454°N,2.6684°E ca:Trencall a l'esquerra de la carretera d'Hostalric a Riudarenes, al costat del TGV | bé integrant del patrimoni cultural català |                           | Modifica les dades a Wikidata |
|        | Can Freixes                  | Maçanes   | masia             |                                                                                             | 41° 47′ 02″ N, 2° 38′ 30″ E / 41.7838601778673°N,2.64156497799732°E                                                                    |                                            |                           | Modifica les dades a Wikidata |
|        | Can Gabriel                  | Maçanes   | masia             | Estil: arquitectura popular                                                                 | 41° 45′ 51″ N, 2° 38′ 39″ E / 41.76404°N,2.64404°E                                                                                     | bé integrant del patrimoni cultural català |                           | Modifica les dades a Wikidata |
|        | Can Gispert                  | Maçanes   | masia             | Estil: arquitectura popular                                                                 | 41° 44′ 55″ N, 2° 38′ 47″ E / 41.74855°N,2.64637°E ca:Trencall a l'esquerra del polígon industrial Tià Camps                           | bé integrant del patrimoni cultural català |                           | Modifica les dades a Wikidata |
|        | Can Gresa                    | Maçanes   | masia             |                                                                                             | 41° 46′ 02″ N, 2° 38′ 50″ E / 41.767115862912°N,2.64728867035487°E                                                                     |                                            |                           | Modifica les dades a Wikidata |
|        | Can Gurrumbau                | Maçanes   | masia             | Estil: arquitectura popular                                                                 | 41° 46′ 54″ N, 2° 39′ 27″ E / 41.78169°N,2.65748°E                                                                                     | bé integrant del patrimoni cultural català |                           | Modifica les dades a Wikidata |
|        | Can Llongaines               | Maçanes   | masia             |                                                                                             | 41° 46′ 31″ N, 2° 38′ 42″ E / 41.7752959792871°N,2.64493362414366°E                                                                    |                                            |                           | Modifica les dades a Wikidata |
|        | Can Làzaro                   | Maçanes   | masia             |                                                                                             | 41° 45′ 50″ N, 2° 39′ 16″ E / 41.7639580083024°N,2.65440386717083°E                                                                    |                                            |                           | Modifica les dades a Wikidata |
|        | Can Mallorca del Bosc        | Maçanes   | masia             | Estil: arquitectura popular                                                                 | 41° 48′ 02″ N, 2° 38′ 58″ E / 41.80042°N,2.64951°E                                                                                     | bé integrant del patrimoni cultural català |                           | Modifica les dades a Wikidata |
|        | Can Malràs                   | Maçanes   | masia             | Estil: arquitectura popular                                                                 | 41° 46′ 09″ N, 2° 38′ 28″ E / 41.76906°N,2.64116°E                                                                                     | bé integrant del patrimoni cultural català |                           | Modifica les dades a Wikidata |
|        | Can Marc                     | Maçanes   | masia             | Estil: arquitectura popular                                                                 | 41° 46′ 33″ N, 2° 39′ 10″ E / 41.77575°N,2.65264°E                                                                                     | bé integrant del patrimoni cultural català |                           | Modifica les dades a Wikidata |
|        | Can Marquès                  | Maçanes   | masia             | Estil: arquitectura popular                                                                 | 41° 45′ 28″ N, 2° 38′ 06″ E / 41.75784°N,2.63503°E                                                                                     | bé integrant del patrimoni cultural català |                           | Modifica les dades a Wikidata |
|        | Can Mel                      | Maçanes   | masia             |                                                                                             | 41° 46′ 21″ N, 2° 39′ 30″ E / 41.7724092845139°N,2.65831700882215°E                                                                    |                                            |                           | Modifica les dades a Wikidata |
|        | Can Molins                   | Maçanes   | masia             | Estil: arquitectura popular                                                                 | 41° 46′ 36″ N, 2° 38′ 45″ E / 41.77661°N,2.64591°E                                                                                     | bé integrant del patrimoni cultural català |                           | Modifica les dades a Wikidata |
|        | Can Monnar                   | Maçanes   | masia             |                                                                                             | 41° 46′ 11″ N, 2° 38′ 50″ E / 41.769682966098°N,2.64732273440135°E                                                                     |                                            |                           | Modifica les dades a Wikidata |
|        | Can Nito                     | Maçanes   | masia             |                                                                                             | 41° 45′ 51″ N, 2° 38′ 36″ E / 41.76406851795°N,2.64340752289534°E                                                                      |                                            |                           | Modifica les dades a Wikidata |
|        | Can Penjaburros              | Maçanes   | masia             |                                                                                             | 41° 45′ 10″ N, 2° 39′ 49″ E / 41.7526812493138°N,2.66352162549276°E                                                                    |                                            |                           | Modifica les dades a Wikidata |
|        | Can Pererol                  | Maçanes   | masia             |                                                                                             | 41° 46′ 25″ N, 2° 37′ 48″ E / 41.7735823644869°N,2.62993899848132°E                                                                    |                                            |                           | Modifica les dades a Wikidata |
|        | Can Perroi                   | Maçanes   | masia             |                                                                                             | 41° 45′ 05″ N, 2° 40′ 18″ E / 41.75137195639°N,2.67173155504864°E                                                                      |                                            |                           | Modifica les dades a Wikidata |
|        | Can Perruca                  | Maçanes   | masia             |                                                                                             | 41° 45′ 12″ N, 2° 39′ 33″ E / 41.7532719136086°N,2.65917630709122°E                                                                    |                                            |                           | Modifica les dades a Wikidata |
|        | Can Pipa                     | Maçanes   | masia             |                                                                                             | 41° 45′ 17″ N, 2° 38′ 54″ E / 41.754589993972°N,2.64823534315551°E                                                                     |                                            |                           | Modifica les dades a Wikidata |
|        | Can Piu                      | Maçanes   | masia             |                                                                                             | 41° 45′ 45″ N, 2° 38′ 44″ E / 41.7624901580196°N,2.64562979413704°E                                                                    |                                            |                           | Modifica les dades a Wikidata |
|        | Can Polic Nou                | Maçanes   | masia             |                                                                                             | 41° 45′ 58″ N, 2° 38′ 57″ E / 41.7661395668797°N,2.64907456853152°E                                                                    |                                            |                           | Modifica les dades a Wikidata |
|        | Can Polic Vell               | Maçanes   | masia             |                                                                                             | 41° 45′ 55″ N, 2° 38′ 58″ E / 41.7653935023819°N,2.64957188902033°E                                                                    |                                            |                           | Modifica les dades a Wikidata |
|        | Can Poquito                  | Maçanes   | masia             |                                                                                             | 41° 46′ 06″ N, 2° 37′ 59″ E / 41.7682426022025°N,2.63318200153849°E                                                                    |                                            |                           | Modifica les dades a Wikidata |
|        | Can Ramilans                 | Maçanes   | masia             | Estil: arquitectura eclèctica                                                               | 41° 46′ 35″ N, 2° 39′ 22″ E / 41.776294°N,2.65617°E ca:El Rieral 86 msnm                                                               | bé integrant del patrimoni cultural català |                           | Modifica les dades a Wikidata |
|        | Can Regàs                    | Maçanes   | masia             | Estil: arquitectura popular                                                                 | 41° 46′ 02″ N, 2° 39′ 00″ E / 41.76709°N,2.64999°E                                                                                     | bé integrant del patrimoni cultural català |                           | Modifica les dades a Wikidata |
|        | Can Riera                    | Maçanes   | masia             |                                                                                             | 41° 46′ 01″ N, 2° 39′ 50″ E / 41.7668413133253°N,2.6638687287074°E                                                                     |                                            |                           | Modifica les dades a Wikidata |
|        | Can Riera Nou                | Maçanes   | masia             |                                                                                             | 41° 45′ 54″ N, 2° 39′ 59″ E / 41.7648851065083°N,2.66638128666944°E                                                                    |                                            |                           | Modifica les dades a Wikidata |
|        | Can Saboia                   | Maçanes   | masia             |                                                                                             | 41° 45′ 29″ N, 2° 39′ 02″ E / 41.7580196203091°N,2.65051419871993°E                                                                    |                                            |                           | Modifica les dades a Wikidata |
|        | Can Sant                     | Maçanes   | masia             |                                                                                             | 41° 45′ 27″ N, 2° 39′ 00″ E / 41.757450832166°N,2.65007220690805°E                                                                     |                                            |                           | Modifica les dades a Wikidata |
|        | Can Santjacint               | Maçanes   | masia             |                                                                                             | 41° 45′ 48″ N, 2° 37′ 30″ E / 41.7633707845137°N,2.62511340648254°E                                                                    |                                            |                           | Modifica les dades a Wikidata |
|        | Can Ternet                   | Maçanes   | masia             |                                                                                             | 41° 45′ 49″ N, 2° 38′ 44″ E / 41.7637057883114°N,2.64552686303301°E                                                                    |                                            |                           | Modifica les dades a Wikidata |
|        | Can Thos                     | Maçanes   | masia             | Estil: arquitectura popular                                                                 | 41° 46′ 32″ N, 2° 39′ 28″ E / 41.7755689025303°N,2.65769861380263°E ca:El Rieral 115 msnm                                              | bé integrant del patrimoni cultural català |                           | Modifica les dades a Wikidata |
|        | Can Tià                      | Maçanes   | masia             |                                                                                             | 41° 47′ 02″ N, 2° 40′ 16″ E / 41.7837593045613°N,2.67107301488288°E                                                                    |                                            |                           | Modifica les dades a Wikidata |
|        | Can Torreies                 | Maçanes   | masia             |                                                                                             | 41° 45′ 54″ N, 2° 38′ 15″ E / 41.7650321224539°N,2.63760346649904°E                                                                    |                                            |                           | Modifica les dades a Wikidata |
|        | Can Valentí                  | Maçanes   | masia             |                                                                                             | 41° 44′ 57″ N, 2° 38′ 41″ E / 41.7492110096553°N,2.64472859839977°E                                                                    |                                            |                           | Modifica les dades a Wikidata |
|        | Can Vicenç del Solell        | Maçanes   | masia             |                                                                                             | 41° 46′ 11″ N, 2° 39′ 09″ E / 41.7697885440857°N,2.65241145154765°E                                                                    |                                            |                           | Modifica les dades a Wikidata |
|        | Can Vilà                     | Maçanes   | masia             |                                                                                             | 41° 45′ 15″ N, 2° 39′ 52″ E / 41.7541519772819°N,2.66440405424735°E                                                                    |                                            |                           | Modifica les dades a Wikidata |
|        | Can Vià                      | Maçanes   | masia             |                                                                                             | 41° 46′ 04″ N, 2° 38′ 37″ E / 41.7678701599997°N,2.64362709286239°E                                                                    |                                            |                           | Modifica les dades a Wikidata |
|        | Can Xona                     | Maçanes   | masia             |                                                                                             | 41° 47′ 07″ N, 2° 40′ 22″ E / 41.7851959664709°N,2.67266623581454°E                                                                    |                                            |                           | Modifica les dades a Wikidata |
|        | Casa Nova d'en March         | Maçanes   | masia             | Estil: arquitectura popular                                                                 | 41° 46′ 51″ N, 2° 40′ 27″ E / 41.78089°N,2.6741°E                                                                                      | bé integrant del patrimoni cultural català |                           | Modifica les dades a Wikidata |
|        | Casavella                    | Maçanes   | masia             |                                                                                             | 41° 46′ 08″ N, 2° 37′ 57″ E / 41.7690243526406°N,2.63260004644547°E                                                                    |                                            |                           | Modifica les dades a Wikidata |
|        | Caseta de Sant Jacint        | Maçanes   | masia             |                                                                                             | 41° 46′ 17″ N, 2° 37′ 49″ E / 41.7713944390164°N,2.63018017680959°E                                                                    |                                            |                           | Modifica les dades a Wikidata |
|        | Managre Vell                 | Maçanes   | masia             |                                                                                             | 41° 46′ 01″ N, 2° 37′ 58″ E / 41.7668092066198°N,2.63278111700279°E                                                                    |                                            |                           | Modifica les dades a Wikidata |
|        | Mas Coll                     | Maçanes   | masia             | Estil: arquitectura popular                                                                 | 41° 46′ 03″ N, 2° 39′ 18″ E / 41.76759°N,2.65493°E                                                                                     | bé integrant del patrimoni cultural català |                           | Modifica les dades a Wikidata |
|        | Mas Ferran                   | Maçanes   | masia             | Estil: arquitectura popular                                                                 | 41° 45′ 39″ N, 2° 39′ 28″ E / 41.76092°N,2.65775°E ca:Carretera de Massanes a Hostalric                                                | bé integrant del patrimoni cultural català |                           | Modifica les dades a Wikidata |
|        | Mas Gelabert                 | Maçanes   | masia             |                                                                                             | 41° 46′ 44″ N, 2° 40′ 15″ E / 41.7788854885866°N,2.67071286107149°E                                                                    |                                            |                           | Modifica les dades a Wikidata |
|        | Mas Gilabert                 | Maçanes   | masia             |                                                                                             | 41° 46′ 12″ N, 2° 38′ 52″ E / 41.7700085786432°N,2.64776611539933°E                                                                    |                                            |                           | Modifica les dades a Wikidata |
|        | Mas Managrell                | Maçanes   | masia             | Estil: arquitectura popular                                                                 | 41° 45′ 17″ N, 2° 38′ 22″ E / 41.75472°N,2.63938°E                                                                                     | bé integrant del patrimoni cultural català |                           | Modifica les dades a Wikidata |
|        | Mas Martí                    | Maçanes   | masia             | Estil: arquitectura popular Estat: enderrocat o destruït                                    | 41° 45′ 24″ N, 2° 38′ 11″ E / 41.756689°N,2.636467°E                                                                                   | bé integrant del patrimoni cultural català |                           | Modifica les dades a Wikidata |
|        | Mas Muna                     | Maçanes   | masia             |                                                                                             | 41° 47′ 16″ N, 2° 37′ 58″ E / 41.7876425882476°N,2.63284277351828°E                                                                    |                                            |                           | Modifica les dades a Wikidata |
|        | Mas de Quadras               | Cambrerol | masia casa pairal | Arquitecte: Josep Puig i Cadafalch Estil: modernisme català historicisme arquitectònic 1900 | 41° 45′ 22″ N, 2° 39′ 32″ E / 41.75622°N,2.65901°E ca:Trencall a l'esquerra de la carretera que porta al nucli de Massanes             | bé integrant del patrimoni cultural català | Mas de Quadres (Massanes) | Modifica les dades a Wikidata |
|        | Masoveria de Can Ramilans    | Maçanes   | masia             |                                                                                             | 41° 46′ 35″ N, 2° 39′ 22″ E / 41.77635°N,2.65609°E                                                                                     | bé integrant del patrimoni cultural català |                           | Modifica les dades a Wikidata |
|        | Masoveria del Mas de Quadras | Cambrerol | masia             | Estil: arquitectura gòtica arquitectura popular 16th century                                | 41° 45′ 21″ N, 2° 39′ 29″ E / 41.75574°N,2.65806°E ca:cra. GIV-5151, km 0,4 87 msnm                                                    | bé integrant del patrimoni cultural català | Masoveria Mas Quadres     | Modifica les dades a Wikidata |
|        | Puigpiquer                   | Maçanes   | masia             |                                                                                             | 41° 45′ 51″ N, 2° 37′ 54″ E / 41.7641213908643°N,2.63161746695644°E                                                                    |                                            |                           | Modifica les dades a Wikidata |
|        | l'Hostal de la Figa          | Maçanes   | masia             |                                                                                             | 41° 45′ 06″ N, 2° 39′ 43″ E / 41.7516854403946°N,2.66180681455693°E                                                                    |                                            |                           | Modifica les dades a Wikidata |
|        | l'Hostal del Roure           | Maçanes   | masia             |                                                                                             | 41° 45′ 43″ N, 2° 40′ 10″ E / 41.7619576580453°N,2.66944003338693°E                                                                    |                                            |                           | Modifica les dades a Wikidata |
|        | la Casa Nova d'en Regàs      | Maçanes   | masia             |                                                                                             | 41° 45′ 22″ N, 2° 39′ 11″ E / 41.7561720033174°N,2.65309840440101°E                                                                    |                                            |                           | Modifica les dades a Wikidata |

## muntanya
| imatge | Nom               | Ubicat a | instància de | Detalls | coordenades                                                         | Protecció | Commons (més fotos) | Dades a WD                    |
| ------ | ----------------- | -------- | ------------ | ------- | ------------------------------------------------------------------- | --------- | ------------------- | ----------------------------- |
|        | Turó de Boc       | Maçanes  | muntanya     |         | 41° 46′ 28″ N, 2° 37′ 09″ E / 41.7744°N,2.61905°E 309.5 msnm        |           |                     | Modifica les dades a Wikidata |
|        | Turó de Can Mel   | Maçanes  | muntanya     |         | 41° 46′ 17″ N, 2° 39′ 23″ E / 41.7715°N,2.65651°E 199.2 msnm        |           |                     | Modifica les dades a Wikidata |
|        | Turó de Sant Roc  | Maçanes  | muntanya     |         | 41° 45′ 46″ N, 2° 39′ 31″ E / 41.7628°N,2.65862°E 173.3 msnm        |           |                     | Modifica les dades a Wikidata |
|        | Turó del Marquès  | Maçanes  | muntanya     |         | 41° 45′ 31″ N, 2° 38′ 16″ E / 41.75874444°N,2.63783611°E 127.4 msnm |           |                     | Modifica les dades a Wikidata |
|        | Turó dels Dròpols | Maçanes  | muntanya     |         | 41° 46′ 51″ N, 2° 38′ 50″ E / 41.78082222°N,2.64710556°E 251.4 msnm |           |                     | Modifica les dades a Wikidata |

## nucli de població
| imatge | Nom      | Ubicat a          | instància de                                           | Detalls | coordenades                                                                  | Protecció | Commons (més fotos) | Dades a WD                    |
| ------ | -------- | ----------------- | ------------------------------------------------------ | ------- | ---------------------------------------------------------------------------- | --------- | ------------------- | ----------------------------- |
|        | Riuclar  | Maçanes el Rieral | nucli de població nucli d'entitat singular de població | 303 hab | 41° 47′ 22″ N, 2° 37′ 25″ E / 41.7894499088912°N,2.62354136090136°E 136 msnm |           |                     | Modifica les dades a Wikidata |
|        | Sant Roc | Cambrerol Maçanes | nucli de població nucli d'entitat singular de població | 44 hab  | 41° 46′ 07″ N, 2° 39′ 58″ E / 41.76863435°N,2.66620965°E 111 msnm            |           |                     | Modifica les dades a Wikidata |

## serra
| imatge | Nom                  | Ubicat a                                   | instància de | Detalls | coordenades                                                         | Protecció | Commons (més fotos) | Dades a WD                    |
| ------ | -------------------- | ------------------------------------------ | ------------ | ------- | ------------------------------------------------------------------- | --------- | ------------------- | ----------------------------- |
|        | Serra Coloma         | Maçanes Sant Feliu de Buixalleu            | serra        |         | 41° 45′ 54″ N, 2° 37′ 23″ E / 41.76496667°N,2.62313611°E 243.7 msnm |           |                     | Modifica les dades a Wikidata |
|        | Serra del Terme Gros | Maçanes Sant Feliu de Buixalleu            | serra        |         | 41° 58′ 54″ N, 2° 30′ 04″ E / 41.9818°N,2.50123°E 309.5 msnm        |           |                     | Modifica les dades a Wikidata |
|        | serra de Clarà       | Maçanes Riudarenes                         | serra        |         | 41° 48′ 00″ N, 2° 39′ 54″ E / 41.8001°N,2.66497°E 273 msnm          |           |                     | Modifica les dades a Wikidata |
|        | serra de Clopers     | Maçanes                                    | serra        |         | 41° 47′ 16″ N, 2° 38′ 31″ E / 41.7878°N,2.64202°E 258.4 msnm        |           |                     | Modifica les dades a Wikidata |
|        | serra de Riuclar     | Maçanes Riudarenes Sant Feliu de Buixalleu | serra        |         | 41° 47′ 48″ N, 2° 37′ 53″ E / 41.796575°N,2.63143889°E              |           |                     | Modifica les dades a Wikidata |
|        | serrat de Viader     | Maçanes                                    | serra        |         | 41° 47′ 01″ N, 2° 37′ 42″ E / 41.78362694°N,2.62823056°E 259.3 msnm |           |                     | Modifica les dades a Wikidata |

## teuleria
| imatge | Nom              | Ubicat a | instància de | Detalls                     | coordenades                                        | Protecció                                  | Commons (més fotos) | Dades a WD                    |
| ------ | ---------------- | -------- | ------------ | --------------------------- | -------------------------------------------------- | ------------------------------------------ | ------------------- | ----------------------------- |
|        | Forn d'en Soler  | Maçanes  | teuleria     | Estil: arquitectura popular | 41° 46′ 21″ N, 2° 37′ 16″ E / 41.77241°N,2.62119°E | bé integrant del patrimoni cultural català |                     | Modifica les dades a Wikidata |
|        | Forn de Can Thos | Maçanes  | teuleria     | Estil: arquitectura popular | 41° 46′ 34″ N, 2° 39′ 25″ E / 41.77608°N,2.65685°E | bé integrant del patrimoni cultural català |                     | Modifica les dades a Wikidata |

## Misc
| imatge | Nom                           | Ubicat a          | instància de                         | Detalls                                                                | coordenades                                                                | Protecció                                  | Commons (més fotos) | Dades a WD                    |
| ------ | ----------------------------- | ----------------- | ------------------------------------ | ---------------------------------------------------------------------- | -------------------------------------------------------------------------- | ------------------------------------------ | ------------------- | ----------------------------- |
|        | Granja de Can Regàs           | Maçanes           | granja                               |                                                                        | 41° 45′ 18″ N, 2° 39′ 07″ E / 41.7551326463169°N,2.65192518912648°E        |                                            |                     | Modifica les dades a Wikidata |
|        | Mel                           | Maçanes           | vèrtex geodèsic                      | Alt: 1.2m                                                              | 41° 46′ 17″ N, 2° 39′ 23″ E / 41.771486°N,2.656525°E 203.243 msnm          |                                            |                     | Modifica les dades a Wikidata |
|        | Pont Penjat de Massanes       | Maçanes           | pont                                 | Estil: arquitectura del ferro                                          | 41° 46′ 43″ N, 2° 39′ 17″ E / 41.77853°N,2.65463°E ca:Carretera de Riuclar | bé integrant del patrimoni cultural català |                     | Modifica les dades a Wikidata |
|        | casa consistorial de Massanes | Maçanes           | casa consistorial                    |                                                                        | 41° 45′ 59″ N, 2° 39′ 06″ E / 41.7664184°N,2.6517972°E                     |                                            |                     | Modifica les dades a Wikidata |
|        | l'Enllaç                      | Cambrerol Maçanes | nucli d'entitat singular de població | 11 hab                                                                 | 41° 46′ 26″ N, 2° 40′ 23″ E / 41.77392583°N,2.673095926°E 62 msnm          |                                            |                     | Modifica les dades a Wikidata |
|        | surolí de Cal Músic           | Maçanes           | arbre singular                       | Taxon: Surolí (Quercus morisii) Ample: 19.5m Alt: 19m Perímetre: 2.48m | 41° 46′ 46″ N, 2° 37′ 31″ E / 41.77945°N,2.62514°E ca:Bosc de Cal Músic    | arbre monumental                           | Surolí de Cal Músic | Modifica les dades a Wikidata |